# Astragalus fortuitus
Astragalus fortuitus es una especie de planta del género Astragalus, de la familia de las leguminosas, orden Fabales.

## Distribución
Astragalus fortuitus se distribuye por Irán.

## Taxonomía
Fue descrita científicamente por A. A. Maassoumi. Fue publicada en Iran. J. Bot. 6: 201 (1994). 